# Cinnycerthia
Cinnycerthia é um género de ave da família Troglodytidae.

## Espécies
Este género contém as seguintes espécies:
- Cinnycerthia fulva (P. L. Sclater, 1874)
- Cinnycerthia olivascens Sharpe, 1882
- Cinnycerthia peruana (Cabanis, 1873)
- Cinnycerthia unirufa (Lafresnaye, 1840)